# R/V Skagerak (1968)
R/V Skagerak är ett tidigare svenskt forskningsfartyg som tillhörde dåvarande Sven Lovén centrum för marina vetenskaper. Fartyget har en maximal hastighet på elva knop och var normalt till sjöss två–fem dagar, men hade en uthållighet på omkring 14 dagar. 10–22 forskare och besättning på fyra–fem personer kan tas ombord. R/V Skagerak användes för fysisk, kemisk och biologisk oceanografisk forskning i Östersjön, Kattegatt, Skagerrak och östra Nordsjön. Fartyget användes också i undervisning.
Ombord på Skagerak finns både torr- och våtlaboratorium samt kranar och vinschar för användning av ADCP, CTD och Rosettvattenhämtare. För sedimentprover används bland annat gravitationslod, kolvlod, boxcorer, gemeni corer och multiple corer.

## Historik
Fartyget byggdes som ett fiskeriforskningsfartyg i Hamburg, Tyskland på August Pahl Schiffwerft 1968. Från början hette fartyget "Friedrich Heinke" och ägdes av Helgoland Biologische Anstalt. Bland annat seglade hon i Västindien och på USA:s östkust. År 1991 såldes hon till Norge och fick namnet "Stril Explorer". I Norge tjänstgjorde hon som supplyfartyg vid de norska oljefälten. Efter två år såldes hon 1993 till Göteborgs universitet. Fartyget var då i dåligt skick och fick en omfattande renovering och ombyggnad på Cityvarvet i Landskrona för att passa universitets behov samt möta Sjöfartsverkets krav. År 2001 gjordes ytterligare en renovering med nya motorer och ny modernare inredning till bryggan.

## Övrigt
Namnet Skagerak har en stark tradition bland svenska statsägda forskningsfartyg på västkusten. Se Skagerak I och Skagerak II. Tidigare R/V Skagerak har ersatts av nybyggda R/V Skagerak (2017).